# 梅寶善
梅寶善（？年—1892年），瑞典國傳教士。清光緒十八年五月，與相同國籍教士樂傳道在一起前往湖北省黃州府麻城縣宋埠傳教時，被毆打致死。

## 事發後的處理
時任瑞典國駐上海總領事柏固聽見，趕赴湖北去見當地的總督張之洞，要求四件事：一，法辦殺人犯；二，撫恤受害者；三，參麻城縣知縣；四，在宋埠設教堂。
但當時，兇嫌已被緝獲，張之洞允諾法辦殺人犯、撫恤受害者，但不對麻城縣知縣追究責任，稱麻城縣知縣在事前曾力阻凶案發生，事後即抓獲兇，不便彈劾知縣。至於開設教堂，當時宋埠民情還在激憤，改在漢口武穴重新尋覓一地建立教堂，柏固沒有同意。
一段時間後，始議定對兩名凶犯處以絞刑，給兩教士各一萬五千元，失物諸項一萬五千元，以期二十個月後再往傳教。